# Мена I (Козенца)
Мена I је насеље у Италији у округу Козенца, региону Калабрија.
Према процени из 2011. у насељу је живело 157 становника. Насеље се налази на надморској висини од 247 м.